# Teschendorf
Teschendorf là một đô thị ở huyện Mecklenburg-Strelitz, bang Mecklenburg-Vorpommern, Đức. Đô thị này có diện tích 20,58 km², dân số thời điểm 31 tháng 12 là 561 người.